# گونیای استیلی

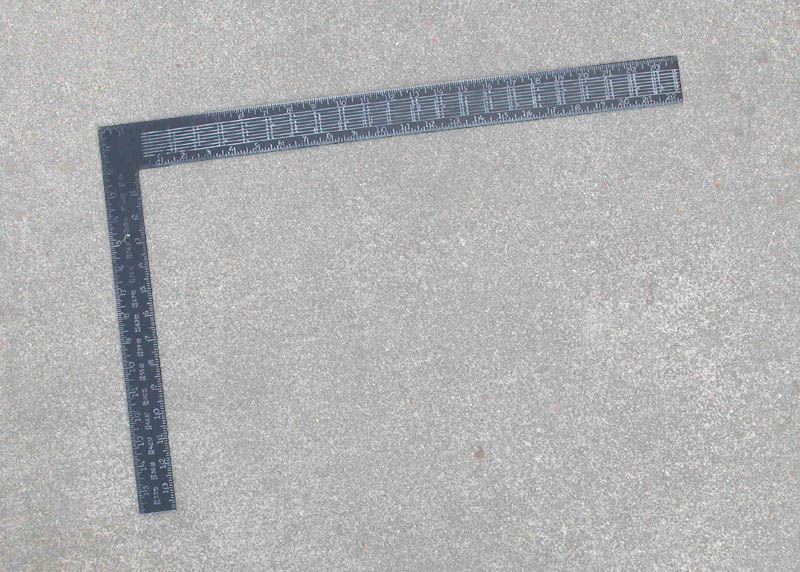
گونیای استیلی

گونیای استیلی (انگلیسی: Steel square) یا فولادی ابزاری‌ست که نجارها از آن استفاده می‌کنند. آن‌ها ابزارهای بسیاری را برای تشخیص زاویه صاف یا «قائم» استفاده می‌کنند که بیشتر از جنس استیل است اما گونیای استیلی به یک نوع گونیای خاص با ضلع‌های کشیده و دراز اشاره دارد که کاربردهای بیشتری در اندازه‌گیری دارد، به ویژه زوایا. امروزه اصطلاح گونیای استیلی معمولاً برای گونیای قابی استفاده می‌شود.